# Mezquital, San Luis Potosí
Mezquital är en ort i Mexiko.   Den ligger i kommunen San Luis Potosí och delstaten San Luis Potosí, i den centrala delen av landet, 400 km nordväst om huvudstaden Mexico City. Mezquital ligger 1 729 meter över havet och antalet invånare är 295.
Terrängen runt Mezquital är platt åt nordost, men åt sydväst är den kuperad. Runt Mezquital är det tätbefolkat, med 591 invånare per kvadratkilometer. Närmaste större samhälle är El Zapote, 12,2 km sydväst om Mezquital. Omgivningarna runt Mezquital är i huvudsak ett öppet busklandskap.